# あきる野市立秋多中学校
あきる野市立秋多中学校（あきるのしりつ あきたちゅうがっこう）は、東京都あきる野市二宮にある市立の中学校。

## 沿革
- 1958年（昭和33年）4月1日 - 秋多町立東秋留中学校、西秋留中学校、多西中学校の3校が閉校し、秋多町立秋多中学校が開校した。
- 1972年（昭和47年）5月5日 - 市制施行により、秋川市立秋多中学校と改称。
- 1995年（平成7年）9月1日 - 市町合併によりあきる野市発足に伴い、あきる野市立秋多中学校と改称[1]。

## 部活動
- 男子ソフトテニス部
- 女子ソフトテニス部
- サッカー部
- ハンドボール部
- 女子バレーボール部
- 男子バスケットボール部
- 女子バスケットボール部
- 剣道部
- 吹奏楽部
- 美術部
- 手芸部
- 文芸部
- 写真部

## アクセス
JR五日市線秋川駅北口から徒歩10分

## 出身者
- 村木英幸（あきる野市長）
- 澤井敏和（元あきる野市長）
- 畦元将吾（衆議院議員）